# Abrîkosivka, Sakî
Abrîkosivka (în ucraineană Абрикосівка) este un sat în comuna Molocine din raionul Sakî, Republica Autonomă Crimeea, Ucraina.

## Demografie
Componența lingvistică a localității Abrîkosivka
     Rusă (52,22%)
     Ucraineană (23,21%)
     Tătară crimeeană (22,82%)
     Alte limbi (0,97%)
Conform recensământului din 2001, majoritatea populației localității Abrîkosivka era vorbitoare de rusă (52,22%), existând în minoritate și vorbitori de ucraineană (23,21%) și tătară crimeeană (22,82%).